# Frederik Elberling
Frederik Emil Elberling, född den 29 juli 1804, död den 9 maj 1880, var en dansk ämbetsman, bror till Carl Wilhelm  Elberling.
Elberling blev 1823 exam.jur. och 1826 student, vann 1829 universitetets guldmedalj och tog 1830 juridisk examen. Han skrev 1833 en avhandling om de juridiska studierna vid Köpenhamns universitet och begav sig 1834 till Serampore i Indien som regeringssekreterare samt stads- och skiftesskrivare, till dess att de danska ostindiska besittningarna såldes 1846. Han utgav där Treatise on Inheritance, Gift, Will, Sale and Mortgage with an Introduction on the Laws of the Bengal Presidency, förmodligen den enda skriften av en dansk författare om indisk rätt.
Hösten 1848 följde han som guvernementssekreterare med guvernör Peder Hansen till Västindien för att åstadkomma ordning i öarnas förhållanden efter slavupporet. På denna post avfattade han bland annat förordningen den 26 januari 1849 om de färgade lantarbetarnas löne- och arbetsvillkor, som på sin tid fick mycket beröm som en rättvis och opartisk lösning av detta invecklade spörsmål, och som gällde i över 30 år.
Sommaren 1851 vände han tillbaka till Danmark och blev 1855 häradsfogde i Ramsø och Tune härader, där han i en sällsynt utsträckning vann befolkningens tillit och hängivenhet. Han var även under en följd av år medlem av Roskilde byråd. År 1862 utgav han en liten skrift om De danske vestindiske Øer og deres Bestyrelse, som innehåller en rätt skarp bedömning av regeringens tillvägagångssätt gentemot öarna.